# Scott City (Kansas)
Scott City es una ciudad ubicada en el condado de Scott en el estado estadounidense de Kansas. En el año 2010 tenía una población de 3816 habitantes y una densidad poblacional de 681,43 personas por km².

## Geografía
Scott City se encuentra ubicada en las coordenadas 38°28′47″N 100°54′27″O / 38.47972, -100.90750 (38.479821, -100.907603).

## Demografía
Según la Oficina del Censo en 2000 los ingresos medios por hogar en la localidad eran de $36,047 y los ingresos medios por familia eran $48,750. Los hombres tenían unos ingresos medios de $32,287 frente a los $19,900 para las mujeres. La renta per cápita para la localidad era de $19,227. Alrededor del 6.8% de la población estaban por debajo del umbral de pobreza.